# Koperglanskolibrie
De koperglanskolibrie (Aglaeactis cupripennis) is een vogel uit de familie Trochilidae (kolibries).

## Verspreiding en leefgebied
Deze soort komt voor van Colombia tot Peru en telt twee ondersoorten:
- A. c. cupripennis: van Colombia en Ecuador tot noordelijk Peru.
- A. c. caumatonota: het zuidelijke deel van Centraal-Peru.